# リッチモンド・フライングスクウォーレルズ
リッチモンド・フライングスクウォーレルズ(Richmond Flying Squirrels)は、MiLB、AA（ダブルA）イースタンリーグウエスト地区所属の野球チーム。本拠地はバージニア州リッチモンドにあるザ・ダイアモンド。MLBのサンフランシスコ・ジャイアンツ傘下のチームとして活動している。

## 歴史
1972年、コネチカット州のウエストヘブンを拠点とするニューヨーク・ヤンキース傘下のAA級チーム「ウエストヘブン・ヤンキース」を結成。
1980年、オークランド・アスレチックスと提携し、チーム名を「ウエストヘブン・ホワイトキャップス」に改名。
1981年、「ウエストヘブン・アスレチックス」に改名。
1983年、ニューヨーク州のオールバニに移転し、「オールバニ・アスレチックス」に改名。
1984年、「オールバニ・コロニー・アスレチックス」に改名（「コロニー」はオールバニにある地名）。
1985年、ニューヨーク・ヤンキースと提携し、「オールバニ・コロニー・ヤンキース」に改名。
1994年6月、ヤンキースは1995年シーズンからコネチカット州のノーウィッチに移転し、チーム名を「ノーウィッチ・ナビゲーターズ」に改名することを発表。
2003年、ヤンキースは新たな提携先に同じイースタンリーグ所属するトレントン・サンダーを選んだため、球団はサンフランシスコ・ジャイアンツと提携した。
2005年、ボクシングのプロモーター、ルー・ディベラ氏が球団を買収。11月にチーム名を「コネチカット・ディフェンダーズ」に改名。
2009年9月23日、ノリッチからバージニア州のリッチモンドに来シーズン移転することを発表。チーム名も「リッチモンド・フライングスクウォーレルズ」に改名した。